# Abrochia analis
Abrochia analis là một loài bướm đêm thuộc phân họ Arctiinae, họ Erebidae.